# Parafia Podwyższenia Krzyża Świętego w Gorczenicy
Parafia Podwyższenia Krzyża Świętego w Gorczenicy – parafia rzymskokatolicka znajdująca się w diecezji toruńskiej, w dekanacie Górzno.

## Zasięg parafii
Do parafii należą wierni z miejscowości: Gorczenica, Gorczeniczka, Kominy, Moczadła, Opalenica.